# Miguelito (humorista)
Hans Christian Malpartida Esparza (Huánuco, Huacaybamba; 10 de junio de 1986), más conocido como Miguelito, es un actor, cantante y comediante peruano-chileno. Se le recuerda por participar en el programa de televisión Morandé con compañía, entre 2007 y 2021.

## Primeros años
Hans Christian Malpartida Esparza nació en 1986, en la provincia de Huacaybamba, en la ciudad de Huánuco, en Perú. 
Es hijo de Ludmila Esparza y Nilo Malpartida Vega, quien es profesor de profesión; y es el menor de un total de cinco hermanas y tres hermanos. Debido a que sufría de enanismo primordial (creció hasta medir 107 centímetros), siempre sufrió el rechazo de su padre.

## Carrera profesional
De menor viajó a Lima por trabajo y empezó a vender helados y a cantar en la calle. En 2003 trabajó en un circo junto a Margarito Machacuay, el hombre "más alto del Perú". Para rimar su nombre con el de "Margarito" buscó un apodo y decidió por el de "Miguelito". El año 2004 finalizó sus estudios secundarios.
En 2005, volvió a Huacaybamba y estudió derecho durante un año, pero tuvo que dejarlo por la falta de recursos necesarios. En 2006, realizó una gira circense por el sur de Perú. Tiempo después, llegó a Chile con un circo ambulante.[cita requerida]
En 2007, el presentador de televisión conocido como Kike Morandé vio su talento y lo invitó a participar en el programa de televisión que fue emitido por el canal Mega, Morandé con compañía, que le abrió paso en el mundo del espectáculo; permitiéndole estudiar teatro. Su primer personaje en el programa fue Rupertito como partner de Ruperto (Christian Henríquez), entre otros personajes que vinieron después como "Rico Suave", el "Malito", el "Super General" de la Seguridad de Maikel Pérez Jackson (parodia del cantante Michael Jackson), "Penni", "Patín", entre otros.
Uno de sus papeles más reconocidos es el de un travieso "niño" estudiante de básica en sketches del programa, donde compartió escenas con la actriz Paola Troncoso, su mamá en las actuaciones. Tras el fin de Morandé con compañía en 2021, este personaje lo repite en el programa Mi barrio, tu mejor compañía. Sin embargo, el programa no prosperó, siendo reemplazado en enero de 2022, protagonizando —junto a Troncoso— la serie Paola y Miguelito, también emitido por Mega, el cual está basado y centrado en dichas rutinas. En el 2023 participa en el reality Tierra brava.
Actualmente (2025) trabaja en el espectáculo del cirque su soleil “Kurios”, donde se desempeña como “Cosmolito". 

## Filmografía

### Programas
- Morandé con compañía (2007-2021)
- Teletón Chile (2014)
- Mentiras verdaderas (Chile)  (2017)
- La Divina Comida (2020)
- Mi barrio, tu mejor compañía (2021)
- PH, podemos hablar (Chile) (2021)
- El discípulo del chef (2021-2022)
- Paola y Miguelito (2022-2023)
- Tierra Brava (2023-2024)
- Detrás del Muro (2025)
- Palabra de Honor (2025)